# 林赛·斯潘塞
林赛·斯潘塞（英語：Lindsay Spencer，1961年11月12日—），澳大利亚男子游泳运动员。他曾代表澳大利亚参加1978年英联邦运动会游泳比赛，获得男子200米蛙泳和男子4×100米混合泳接力铜牌。